# Pratylenchus penetrans
Espèce
Synonymes
- Tylenchus penetrans Cobb, 1917
- Tylenchus gulosus Kühn, 1890

Pratylenchus penetrans, le nématode endoparasite migrateur des racines ou nématode des prairies, est une espèce de nématodes parasites des plantes appartenant à la famille des Pratylenchidae.

## Description
Ce nématode se nourrit et se reproduit dans le tissu cortical des racines, provoquant une nécrose qui en s'étendant affaiblit la plante et favorise l'arrivée de parasites secondaires, notamment des champignons.
La gamme des plantes susceptibles d'être infectées comprend plus de 350 espèces, dont de nombreuses plantes cultivées notamment parmi les arbres fruitiers, les plantes maraîchères et les plantes à bulbe, ainsi que la pomme de terre et la vigne.

## Publication originale
- Cobb, 1917 : A new parasitic nema found infesting cotton and potatoes. Journal of Agricultural Research, vol. 11, p. 27-33.